# Яків Левицький
Яків Левицький  (народився 17 серпня 1904 р. в Херсоні - помер 25 лютого 1956 р. в Єрусалимі) — ізраїльський математик. Лауреат Державної премії Ізраїлю.

## Біографія
Народився в сім'ї Олександра Левицького та Анни Котлярової. У 1912 емігрував з батьками в Земля Ізраїльську. Закінчив гімназію  Вища школа Герцлія. Математичну освіту здобув в університетах Геттінгена (доктор філософії) і  Єльському університеті. З 1931 р викладав в Єврейському університеті в Єрусалимі.
Спільно з Шимшоном Аміцуром у 1950 р. вперше довів теорему Аміцура — Левицького.
У 1953 р був удостоєний  Премії Ізраїлю в галузі точних наук.
Під впливом Еммі Нетер, чиї лекції він слухав в  Геттінгенському університеті, зайнявся дослідженнями в області  абстрактної алгебри, особливо теорії некомутативних  кілець, і отримав важливі результати. Зокрема, класичною вважається його теорія кілець, що виконують умову мінімальності, а також теорія ідентифікації алгебраїчних некомутативних кілець. Відомий в теорії кілець Нільрадикал, названий його ім'ям.
Син — біохімік Олександр Левицький.